# Shaitrāwa
Shaitrāwa är en ort i Indien.   Den ligger i distriktet Jodhpur och delstaten Rajasthan, i den nordvästra delen av landet, 500 km väster om huvudstaden New Delhi. Shaitrāwa ligger 287 meter över havet och antalet invånare är 3 219.
Terrängen runt Shaitrāwa är platt. Runt Shaitrāwa är det ganska tätbefolkat, med 86 invånare per kvadratkilometer. Det finns inga andra samhällen i närheten. Omgivningarna runt Shaitrāwa är i huvudsak ett öppet busklandskap.